# Wolfgang Müller von Königswinter
Wolfgang Müller von Königswinter (ur. 15 marca 1816 w Königswinter, zm. 29 czerwca 1873 w Bad Neuenahr) – niemiecki powieściopisarz, poeta, polityk i lekarz

## Życiorys
Absolwent Królewskiego Gimnazjum w Düsseldorfie. W latach 1835–1838 studiował medycynę na uniwersytecie w Bonn. Studia lekarskie ukończył w 1840 w Berlinie, po czym przez dwa lata służył jako chirurg w pruskiej armii. Po zwolnieniu z wojska kontynuował edukację w Paryżu, gdzie poznał Heinricha Heinego i Georga Herwegha. Śmierć ojca (również lekarza) zmusiła go do otwarcia praktyki lekarskiej w Düsseldorfie. W tym okresie sympatyzował z ideami socjalistycznymi i otaczał opieka lekarską ubogich. Był też lekarzem rodziny Roberta Schumanna. W 1848 był posłem do parlamentu frankfurckiego. Prawdopodobnie był autorem recenzji sztuki publikowanych od 1846 do 1851 przez Düsseldorfer Zeitung. W latach 1851–1852 redagował Düsseldorfer Künstler-Albums wydawnictwa Arnz & Comp. W 1853 wraz z rodziną przeniósł się do Kolonii, gdzie poświęcił się w pełni literaturze z przerwą na służbę lekarza wojskowego w wojnie francusko-pruskiej. W 1871 bez powodzenia kandydował w wyborach do Reichstagu. Został pochowany na cmentarzu Melaten w Kolonii. Jest patronem ulicy w Kolonii-Marienburgu.
Artysta przyjął przydomek "von Königswinter", aby odróżnić się od Wilhelma Müllera. Inspiracją dużej części jego poezji była przyroda, legendy i obyczaje mieszkańców Nadrenii. Jego najbardziej znane wiersze to: Merlin der Zauberer (Czarownik Merlin, 1857) i Mein Herz ist am Rhein (Moje serce jest nad Renem). Całość twórczości Müllera została zebrana w sześciotomowym wydawnictwie Dichtungen eines rheinischen Poeten (Wiersze nadreńskiego poety, 1871-1876). 

## Ważniejsze dzieła
- Gedichte (1847)
- Lorelei (1851)
- Düsseldorfer Künstler aus den letzten fünfundzwanzig Jahren (1854)
- Der Rattenfänger von Sankt Goar (1856)
- Liederbuch (1857)
- Erzählungen eines rheinischen Chronisten (1860-1861)
- Im Rittersaal (1874)